# 呉健雄 (小惑星)
呉健雄（2752 Wu Chien-Shiung, ウー・チェンシウン、ご けんゆう）は、小惑星帯に位置する小惑星である。南京市郊外の紫金山天文台で発見された。
中国系アメリカ人物理学者の呉健雄（1912年 - 1997年）に因んで、1990年に名付けられた。